# Cmentarz Prazeres
Cmentarz Prazeres znajduje się w zachodniej części Lizbony w dzielnicy Prazeres. Powstał wraz z epidemią cholery w 1833 roku.